# Niilo Söyrinki
Niilo Nikolai Söyrinki, född 5 december 1907 i Vesilax, död 23 april 1991 i Helsingfors, var en finländsk botaniker.
Söyrinki avlade filosofie doktorsexamen 1943. Han var 1945–1960 biträdande professor i botanik vid Helsingfors universitet och 1960–1971 professor i detta ämne vid Uleåborgs universitet. Han verkade inom Finlands naturskyddsförbund , både som sekreterare och ordförande; publicerade ett flertal botaniska arbeten bl.a. om förökningen hos fjällväxter och därtill bl.a. den första handboken i miljövård på finska.